# La Paquita
La Paquita es una localidad argentina situada en el departamento San Justo de la provincia de Córdoba.

## Ferrocarril
El 11 de noviembre de 1911 se inauguró la Estación Presidente Figueroa Alcorta del Ferrocarril Central Norte Argentino, luego Ferrocarril General Belgrano. Funcionó hasta 1977.

## Economía
La principal actividad económica es la agricultura seguida por ganadería, siendo los principales cultivos la soja y el maíz. La producción láctea y el turismo también tienen relevancia en la economía local. También esta la apicultura mas en segundo plano.
Existen en la localidad un dispensario, una escuela primaria, un instituto de estudios secundarios, cooperativas de servicios públicos, cooperativa de tamberos, un club, una biblioteca popular, un pequeño museo, un puesto policial y un edificio municipal en el cual se efectúan gran parte de las funciones administrativas.
El primer sábado de marzo, todos los años, se lleva a cabo en La Paquita el Festival de Doma y Folclore de la Familia y la Juventud.
La fiesta patronal se celebra el día 18 de septiembre.

## Geografía
Está compuesta por 1130 habitantes (Indec, 2022). Se encuentra situada a 231 km al este de la ciudad de Córdoba, sobre la Ruta Provincial 17, a 40 km de la ciudad de Morteros y a 80 km de la ciudad de San Francisco.

### Clima
El clima es templado con estación seca, registrándose una temperatura media anual de 25º aproximadamente. En invierno se registran temperaturas inferiores a 0 °C y superiores a 35 °C en verano.
El régimen anual de precipitaciones es de aproximadamente 800 mm.